# نیل جرشنفلد
 نیل جرشنفلد (انگلیسی: Neil Gershenfeld؛ زاده ) یک دانشمند اهل ایالات متحده آمریکا است.